# 환혼기
환혼기(還魂記)는 중국의 불교 영험 설화이다. 그런데 영국 탐험가 슈타인이 돈황에서 처음 문서로 발견하였다. 일본 돈황학자 마츠모토에이치(松本榮一)는 지장보살이 두건을 쓴 모습은 환혼기(還魂記)로부터 유래했다고 주장했다.

## 줄거리
778년 중국 당나라 양주 개원사 승려인 도명이 사자를 따라 염라대왕에게 갔다. 그런데 용흥사에 동명이인인 도명을 데려온다는 것을 잘못 데려온 것이었다. 도명은 저승에서 어떤 선승을 만났는데, 사자를 데리고 있고 몸에 영락(보물)을 걸치고 석장을 짚고 있었다고 했다. 이 선승이 지장보살이고, 사자가 문수보살이었다는 내용이다. 이 때문에 지장보살 옆에 승려 도명의 상을 둔다고 한다. 보통 불교에서는 높여서 도명존자라고 한다.